# Estonian Air
Az Estonian Air (IATA-kód: OV, ICAO-kód: ELL, hívójel: ESTONIAN) Észtország nemzeti légitársasága volt 1991–2015 között. 1996-ig állami tulajdonban volt, akkor eladták a SAS Groupnak. A csődközelbe került légitársaságot az észt állam 2010-ben visszavásárolta. Az évek óta veszteséges légitársaság tiltott állami támogatása miatt az Európai Bizottság a céget az államtól kapott pénzek visszafizetésére kötelezte. A szükséges pénzügyi fedezet hiánya miatt a légitársaság 2015. november 7-én csődöt jelentett és november 8-tól beszüntette tevékenységét. Az észt állam Nordica néven új állami tulajdonú légitársaságot hozott létre, amely azonban nem jogutódja az Estonian Air-nek. Bázisrepülőtere a Tallinni repülőtér volt.

## Története
Az Estonian Air légitársaságot Észtország függetlenségének 1991. december 1-jei visszaállítását követően hozták létre az Aeroflot Tallinni Igazgatóságának alapjain. Kezdetben Németországba, Finnországba és Svédországba indított járatokat. A légitársaság repülőgépállományát az Aeroflottól örökölt repülőgépek alkották. 12 db An–2 és 4 db Jak–40 repült az Estonian Air színeiben. A légitársaság további 12 db Tu–134A géppel rendelkezett, de ezeknek csak egy részét üzemeltette ténylegesen. A szovjet eredetű gépek az 1990-es évek második feléig maradtak üzemben. 1992 szeptemberében a Tallinni repülőtér üzemeltetését végző céget leválasztották a légitársaságról. Az Estonian Air röviddel a létrehozása után csatlakozott az IATA-hoz, majd 1994-ben a globális foglalási rendszert üzemeltető Amadeus Holdinggal közös céget hozott létre.
Az 1990-es évek közepén elkezdődött az elavult szovjet repülőgépek lecserélése modernebb nyugati típusokra. 1995-ben állt üzembe az Estonian Air első Boeing 737-es repülőgépe, majd a következő évben egy újabb hasonló repülőgép. 1996-ban két további nyugati géppel, a Maersk Air-tól lízingelt Fokker 50-esekkel bővült a flotta. Ezeket a gépeket a rövid távú regionális járatokon közlekedtették. A típusváltás 1996-ban a Tu–134-esek és a Jak–40-esek kivonásával fejeződött be.
Jelentős lépés volt 1996-ban a légitársaság részleges privatizációja is. A cég 49%-os tulajdonrészét a dán Maerks Air vásárolta meg. További 17%-ot szerzett meg az észt Cresco cég, a többi pedig állami részesedés maradt.